# Signore delle Tribolazioni

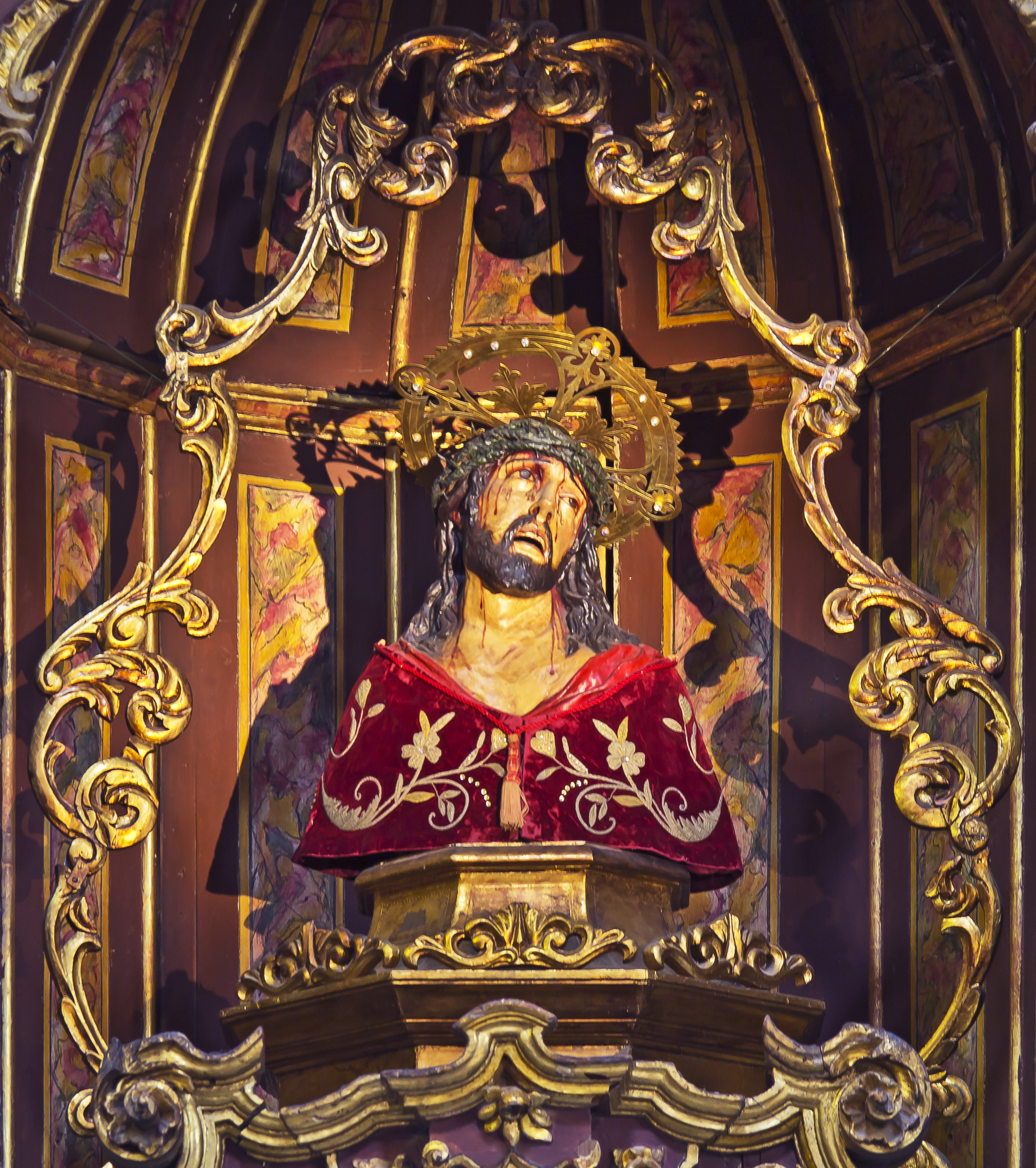
Signore delle Tribolazioni

Signore delle Tribolazioni (in spagnolo: Señor de las Tribulaciones) è il nome dato ad un'immagine di Gesù che si venera nella chiesa di San Francesco d'Assisi nella città di Santa Cruz de Tenerife, in Spagna.
Si tratta di una scultura raffigurante un Ecce Homo di tessuti incollati del XVII secolo. L'immagine è ritenuta miracolosa, le si attribuisce la protezione della città di Santa Cruz de Tenerife durante un'epidemia di colera nel 1893. Le cronache dicono che la immagine è stata portata in processione per le vie della città e l'epidemia sarebbe stata debellata miracolosamente. Per questo motivo il Signore delle Tribolazioni è invocato come protettore della città e gli si è dato il titolo di Signore di Santa Cruz.
Anche prima di questo miracolo l'immagine era già considerata miracolosa: quasi un secolo prima, nel 1795, il Signore delle Tribolazioni salvò da una terribile malattia la moglie di un uomo importante della città e sarebbe avvenuto un miracolo di sudorazione dell'immagine. Attualmente l'immagine è portata il martedì Santo in processione attraverso la città fino al luogo in cui era stata portata per ottenere la cessazione dell'epidemia. La scultura esce di nuovo in processione il Venerdì Santo.